# Aéroport de Nakhitchevan
L'aéroport international de Nakhitchevan (azéri : Naxçıvan Beynəlxalq Hava Limanı) (code IATA : NAJ • code OACI : UBBN) est un aéroport civil et militaire azéri situé dans la région du Nakhitchevan, la capitale de la République Autonome de Nakhitchevan, une enclave de l'Azerbaïdjan. L'aéroport a été construit dans les années 1970.

## Situation
L'aéroport se trouve à une altitude de 2 863 pieds au-dessus du niveau de la mer.
| \| 20 km1:1 845 000 \| Lankaran Zaqatala Gandja Nakhitchevan‎ Qabala Bakou-Heydar-Aliyev |
| 20 km1:1 845 000                                                                        |

## Installations
Il dispose de deux pistes : La 14R/32L avec une surface en béton de 3 693 m pour 45 m de large et la 14L/32R avec un revêtement en asphalte mesure 3 300 m pour 42 m de large.

## Compagnies aériennes et destinations
| Compagnies          | Destinations     |
| ------------------- | ---------------- |
| Azerbaijan Airlines | Bakou-H. Aliyev  |
| Turkish Airlines    | Gandja, Istanbul |
| Utair               | Moscou-Vnoukovo  |

Édité le 04/10/2020

## Statistiques
| | Passagers | Changement de l'année précédente | Aéronefs | Changement de l'année précédente | Fret (tonnes) | Changement de l'année précédente |
| --- | --------- | -------------------------------- | -------- | -------------------------------- | ------------- | -------------------------------- |
| 2012 | 426,848   | N. D.                            | 3,685    | N. D.                            | 1,293         | N. D.                            |
| 2013 | 501,690   | 17,53 %                          | De 4 000 | 8,55 %                           | 1,629         | De 25,99 %                       |
| 2014 | 526,155   | 4,88 %                           | 4,224    | 5,60 %                           | 1 342 impact  | 17,62 %                          |
| Source: Conseil International Des Aéroports. Monde De L'Aéroport De Rapports Sur Le Trafic (Années 2012, 2013, et en 2014) |           |                                  |          |                                  |               |                                  |